# The Surfaris
The Surfaris is een Amerikaanse surfrock-band, die met Wipe Out een hit hadden in de jaren 1960.

## Oprichting en bezetting
- Jim Pash (saxofoon)
- Bob Berryhill[3] (e-gitaar)
- Pat Connolly (e-bas)
- Jim Fuller (e-gitaar)
- Ron Wilson (drums)

The Surfaris werd geformeerd in de herfst van 1962. Pat Conolly vroeg aan Bob Berryhill en Jim Fuller, of deze interesse hadden in een optreden tijdens een party van de Pomona Xatholic High School na een footballwedstrijd. Bij dit optreden vervoegde zich ook Ron Wilson bij de band en de teenagerband The Surfaris was geboren. Om wat geld te verdienen voor nieuwe versterkers, besloot de band om met Jim Pash een single op te nemen en zelf op de markt te brengen. In januari 1963 ontmoetten de bandleden (zonder Jim Pash) elkaar in de Pal Recording Studio in Rancho Cucamonga in Californië, om het idee van de drummer van Surfer Joe te verwezenlijken. Voor de B-kant van de single werd binnen 15 minuten het nummer Wipe Out met medewerking van studio-eigenaar Paul Buff en de vader van Bob Berrywood, direct ter plaatse geschreven.
Richard Delvy, drummer bij The Challengers, bood The Surfaris aan om de single via zijn eigen platenlabel Princess Records op de markt te brengen. Nadat ook het label Dot Records de single had gepubliceerd, scoorde het nummer met een 2e plaats in de Billboard-hitlijst. Na enkele onenigheden over de publicatie- en podiumrechten van de single met Dot Records en verdere trammelant met de band The Impacts, die aanspraak maakten op het nummer Wipe Out, moesten The Surfaris in een proces met een gelijknamige band hun naamrechten verdedigen. The Surfaris wonnen het proces en aldus speelde de andere band voortaan onder de naam The Original Surfaris. Op de in 1963 verschenen lp Wipe Out werden alleen de nummers Surfer Joe en Wipe Out opgenomen, de overige titels werden door The Challengers gespeeld.
Nadat de tweede single Point Panic in elk geval de 49e plaats van de hitlijst bereikte, begonnen The Surfaris op tournees door Japan, Hawaii, Australië en de Verenigde Staten met andere artiesten op te treden, waaronder Roy Orbison, The Beach Boys, The Crystals, Bobby Vinton, The Righteous Brothers, Jay & the Americans, The Turtles, Paul Revere & The Raiders en The Ventures.
Het derde album van de band, Hit City (1964) en alle andere albums werden met producent Gary Usher met verschillende studiomuzikanten opgenomen. Met de Britse invasie in het midden van de jaren 1960 wijzigde de band hun stijl en maakten met de folkrock-single Karen een nummer 2-hit in Japan. Nadat Conolly werd vervangen door Ken Forssi (bas), beëindigden The Surfaris de opname van het succesloze album It Ain't Me Babe. Na het aflopen van het contract met Usher werd de band uiteindelijk ontbonden. Forssi had nog een verdere hit met de single My Little Red Book en de band Love.
Ron Wilson overleed in mei 1989 aan de gevolgen van een hersenaneurysma, Jim Fuller overleed in 2017. De andere bandleden zijn tot op heden incidenteel met optredens actief.

## Discografie

### Singles
- 1963:	Wipe Out
- 1963:	Surfer Joe
- 1963:	Point Panic
- 1963: Waikiki Run
- 1963: A Surfer's Christmas List
- 1964: I Wanna Take a Trip to the Islands
- 1964: Murphy the Surfie
- 1964: Boss Barracuda
- 1964: Karen
- 1965: Black Denim / Beat '65
- 1965: Somethin' Else / Theme of the Battle Maiden
- 1965: Don't Hurt My Little Sister
- 1966: Hey Joe Where Are You Going
- 1966: Show Biz
- 1967: Shake
- 1982: Punkline
- 2003: Jack the Ripper

### Albums
- 1963:	Wipe Out
- 1963:	The Surfaris Play
- 1964:	Hit City '64
- 1964: Fun City, U. S. A.
- 1965: Hit City '65
- 1965: It Ain't Me, Babe
- 1973: Yesterdays Pop Scene
- 1976: Surfers Rule
- 1977: Gone with the Wave
- 1983: The Best of the Surfaris Live!

### Compilaties
- 1973: Wipe Out, Surfer Joe & Other Great Hits
- 1983: Surf Party!: The Best of the Surfaris Live!
- 1987: Wipe Out (The Singles Album 1963-1967)
- 1994: Wipe Out! The Best of the Surfaris
- 1995: Surfaris Stomp
- 1998: Surfers Rule / Gone with the Wave (2 cd's)
- 2002: Wipe Out / The Surfaris Play (2 cd's)
- 2003: Basic Tracks
- 2005: Hit City '64 / Fun City USA (2 cd's)
- 2008: The Best of the Surfaris